# كرة القدم في دورة الألعاب الآسيوية 2014 – بطولة السيدات
أُقيمت بطولة كرة القدم للسيدات في دورة الألعاب الآسيوية 2014 في إنتشون وثلاث مدن أخرى في كوريا الجنوبية من 14 سبتمبر إلى 1 أكتوبر 2014. تم لعب المباراة الافتتاحية قبل 5 أيام من حفل الافتتاح. في هذه البطولة، شاركت 11 فريقًا في المنافسة النسائية.
فاز منتخب كوريا الشمالية بالميدالية الذهبية بعد فوزه على حامل اللقب منتخب اليابان في النهائي بنتيجة 3–1. بينما فاز منتخب كوريا الجنوبية بالميدالية البرونزية بعد فوزه على منتخب فيتنام 3–0.

## الملاعب
| إنتشون             | إنتشون                 | إنتشون                   |
| ------------------ | ---------------------- | ------------------------ |
| ملعب إنشيون مونهاك | ملعب إنتشون لكرة القدم | ملعب نامدونغ آسيا للرجبي |
| السعة: 49,084      | السعة: 20,891          | السعة: 5,078             |
|                    |                        |                          |
| غويانغ             | أنسان                  | هواسونغ                  |
| ملعب غويانغ        | ملعب أنسان وا~         | ملعب هواسيونغ            |
| السعة: 41,311      | السعة: 35,000          | السعة: 35,270            |
|                    |                        |                          |

## النتائج
جميع الأوقات بتوقيت كوريا القياسي (ت ع م+09:00)

### الجولة الأولى

#### المجموعة أ
| م | الفريق         | لعب | ف | ت | خ | أ.له | أ.ع | أ.ف | نقاط |
| - | -------------- | --- | - | - | - | ---- | --- | --- | ---- |
| 1 | كوريا الجنوبية | 3   | 3 | 0 | 0 | 28   | 0   | +28 | 9    |
| 2 | تايلاند        | 3   | 2 | 0 | 1 | 20   | 5   | +15 | 6    |
| 3 | الهند          | 3   | 1 | 0 | 2 | 15   | 20  | −5  | 3    |
| 4 | المالديف       | 3   | 0 | 0 | 3 | 0    | 38  | −38 | 0    |

| الهند | 15–0  | المالديف |
| --- | ----- | -------- |
| ماليك 5'، 21'، 26'، 80'، 88' · ك. ديفي 18'، 23'، 31'، 45+2'، 65' · ن. ديفي 20'، 45+1' · ل. ديفي 53' · أ. ديفي 55' · إ. ديفي 90+4' | تقرير |          |

| كوريا الجنوبية                                                                              | 5–0 | تايلاند |
| ------------------------------------------------------------------------------------------- | --- | ------- |
| جونغ سول-بن ‏ 11' · بارك هي-يونغ ‏ 25' · يو يونغ-آ ‏ 60' · جيون جا-أول ‏ 80' · تشوي يو ري 90+3' |     |         |

| تايلاند                                                                                       | 10–0 | المالديف |
| --------------------------------------------------------------------------------------------- | ---- | -------- |
| روميين 12'، 24'، 42' · سورنساي 23'، 40'، 45+2'، 76' · بوثدوانغ 33' · سريماني 58' · سيسرام 63' |      |          |

| كوريا الجنوبية                                                                                               | 10–0 | الهند |
| --- | ---- | ----- |
| جيون جا-أول ‏ 7'، 40'، 61' (ركلة.) · يو يونغ-آ ‏ 9'، 45'، 63'، 65' · بارك هي-يونغ ‏ 36' · جونغ سول-بن ‏ 49'، 79' |      |       |

| تايلاند                                                                                     | 10–0 | الهند |
| ------------------------------------------------------------------------------------------- | ---- | ----- |
| روميين 8'، 9'، 16'، 39' · سونغنغوين 24' (ركلة.)، 27'، 28'، 35' · سورنساي 47' · سيسرام 90+2' |      |       |

| المالديف | 0–13 | كوريا الجنوبية |
| -------- | ---- | --- |
|          |      | جونغ سول-بن ‏ 9' · ليزا 24' (ه.ذ.) · لي سو-دام ‏ 33' (ركلة.) · سونغ سو-ران ‏ 36' · بارك هي-يونغ ‏ 38' · شين دام-يونغ ‏ 61' · جيون جا-أول ‏ 62' · كوان هاه-نول ‏ 66'، 84' · يو يونغ-آ ‏ 69'، 82' · تشو سو-هيون ‏ 75' · تشوي يو ري 88' |

#### المجموعة B
| م | الفريق         | لعب | ف | ت | خ | أ.له | أ.ع | أ.ف | نقاط |
| - | -------------- | --- | - | - | - | ---- | --- | --- | ---- |
| 1 | اليابان        | 3   | 2 | 1 | 0 | 15   | 0   | +15 | 7    |
| 2 | الصين          | 3   | 2 | 1 | 0 | 9    | 0   | +9  | 7    |
| 3 | تايبيه الصينية | 3   | 0 | 1 | 2 | 2    | 9   | −7  | 1    |
| 4 | الأردن         | 3   | 0 | 1 | 2 | 2    | 19  | −17 | 1    |

| الأردن                                | 2–2 | تايبيه الصينية                         |
| ------------------------------------- | --- | -------------------------------------- |
| ستيفاني النبر 45+7' · ميساء جبارة 49' |     | لين يا هان ‏ 15' · وانغ هسيانغ هوي ‏ 26' |

| اليابان | 0–0 | الصين |
| ------- | --- | ----- |
|         |     |       |

| الصين                                                                  | 4–0 | تايبيه الصينية |
| ---------------------------------------------------------------------- | --- | -------------- |
| هان بينج 6' · يانغ لي 12' · تشانغ روي (لاعبة كرة قدم) 37' · ما جون 46' |     |                |

| اليابان | 12–0 | الأردن |
| --- | ---- | ------ |
| ناهومي كاواسومي 5'، 81' · يويكا سوغاساوا 12'، 39'، 41' · ميزوهو ساكاغوتشي 20'، 32'، 71' · آلاء أبو قشة 36' (ه.ذ.) · تشيناتسو كار 44'، 49' · أيا مياما 60' |      |        |

| تايبيه الصينية | 0–3 | اليابان                                                      |
| -------------- | --- | ------------------------------------------------------------ |
|                |     | ميزوهو ساكاغوتشي 3' · تشيناتسو كار 32' · ناهومي كاواسومي 85' |

| الصين                                      | 5–0 | الأردن |
| ------------------------------------------ | --- | ------ |
| يانغ لي 10'، 13'، 26'، 42' · Li Dongna 36' |     |        |

#### المجموعة ج
| م | الفريق         | لعب | ف | ت | خ | أ.له | أ.ع | أ.ف | نقاط |
| - | -------------- | --- | - | - | - | ---- | --- | --- | ---- |
| 1 | كوريا الشمالية | 2   | 2 | 0 | 0 | 10   | 0   | +10 | 6    |
| 2 | فيتنام         | 2   | 1 | 0 | 1 | 5    | 5   | 0   | 3    |
| 3 | هونغ كونغ      | 2   | 0 | 0 | 2 | 0    | 10  | −10 | 0    |

| كوريا الشمالية                                                                             | 5–0 | فيتنام |
| ------------------------------------------------------------------------------------------ | --- | ------ |
| كيم يون-مي ‏ 5'، 10' · كيم أون-جو ‏ 21' (ركلة.) · ري يي-غيونغ ‏ 41' · جونغ يو-ري ‏ 84' (ركلة.) |     |        |

| هونغ كونغ | 0–5 | كوريا الشمالية                                                              |
| --------- | --- | --------------------------------------------------------------------------- |
|           |     | وي جونغ-سيم 8' · ري يي-غيونغ ‏ 57'، 64' · هو أون-بيول ‏ 67' · را أون-سيم ‏ 83' |

| فيتنام | 5–0 | هونغ كونغ |
| --- | --- | --------- |
| وونغ سو هان ‏ 4' (ه.ذ.) · نغويين ثي تيت دونغ ‏ 14' · نغويين ثي شوان ‏ 45+1' (ركلة.) · نغويين ثي منه نغوييت ‏ 69' · فام هاي يين ‏ 80' |     |           |

#### الفرق التي احتلت المركز الثالث
| م | الفريق         | لعب | ف | ت | خ | أ.له | أ.ع | أ.ف | نقاط |
| - | -------------- | --- | - | - | - | ---- | --- | --- | ---- |
| 1 | تايبيه الصينية | 2   | 0 | 0 | 2 | 0    | 7   | −7  | 0    |
| 2 | هونغ كونغ      | 2   | 0 | 0 | 2 | 0    | 10  | −10 | 0    |
| 3 | الهند          | 2   | 0 | 0 | 2 | 0    | 20  | −20 | 0    |

### الدور الإقصائي
|  | ربع النهائي    | ربع النهائي    |                |   | نصف النهائي          | نصف النهائي          |  |  | مباراة الميدالية الذهبية | مباراة الميدالية الذهبية |
|  |                |                |                |   |                      |                      |  |  |                          |                          |
|  | 26 سبتمبر      |                |                |   |                      |                      |  |  |                          |                          |
|  |                |                |                |   |                      |                      |  |  |                          |                          |
|  | كوريا الجنوبية | 1              |                |   |                      |                      |  |  |                          |                          |
|  | كوريا الجنوبية | 1              | 29 سبتمبر      |   |                      |                      |  |  |                          |                          |
|  | تايبيه الصينية | 0              |                |   |                      |                      |  |  |                          |                          |
|  | تايبيه الصينية | 0              | كوريا الجنوبية | 1 |                      |                      |  |  |                          |                          |
|  | 26 سبتمبر      |                | كوريا الجنوبية | 1 |                      |                      |  |  |                          |                          |
|  |                | كوريا الشمالية | 2              |   |                      |                      |  |  |                          |                          |
|  | كوريا الشمالية | كوريا الشمالية | 2              | 1 |                      |                      |  |  |                          |                          |
|  | كوريا الشمالية |                | 1 أكتوبر       | 1 |                      |                      |  |  |                          |                          |
|  | الصين          | 0              |                |   |                      |                      |  |  |                          |                          |
|  | الصين          | 0              | كوريا الشمالية | 3 |                      |                      |  |  |                          |                          |
|  | 26 سبتمبر      |                | كوريا الشمالية | 3 |                      |                      |  |  |                          |                          |
|  |                | اليابان        | 1              |   |                      |                      |  |  |                          |                          |
|  | اليابان        | اليابان        | 1              | 9 |                      |                      |  |  |                          |                          |
|  | اليابان        | 29 سبتمبر      |                | 9 |                      |                      |  |  |                          |                          |
|  | هونغ كونغ      | 0              |                |   |                      |                      |  |  |                          |                          |
|  | هونغ كونغ      | 0              | اليابان        | 3 |                      |                      |  |  |                          |                          |
|  | 26 سبتمبر      |                | اليابان        | 3 |                      |                      |  |  |                          |                          |
|  |                | فيتنام         | 0              |   | مباراة المركز الثالث | مباراة المركز الثالث |  |  |                          |                          |
|  | تايلاند        | فيتنام         | 0              | 1 | مباراة المركز الثالث | مباراة المركز الثالث |  |  |                          |                          |
|  | تايلاند        |                | 1 أكتوبر       | 1 |                      |                      |  |  |                          |                          |
|  | فيتنام         | 2              |                |   |                      |                      |  |  |                          |                          |
|  | فيتنام         | 2              | كوريا الجنوبية | 3 |                      |                      |  |  |                          |                          |
|  |                |                |                |   |                      |                      |  |  |                          |                          |
|  | فيتنام         | 0              |                |   |                      |                      |  |  |                          |                          |
|  | فيتنام         | 0              |                |   |                      |                      |  |  |                          |                          |

#### ربع النهائي
| كوريا الشمالية   | 1–0 | الصين |
| ---------------- | --- | ----- |
| هو أون-بيول ‏ 73' |     |       |

| تايلاند   | 1–2 | فيتنام                                        |
| --------- | --- | --------------------------------------------- |
| رومين 51' |     | نغويين ثي ليئو ‏ 53' · نغويين ثي تيت دونغ ‏ 67' |

| كوريا الجنوبية  | 1–0 | تايبيه الصينية |
| --------------- | --- | -------------- |
| جون غا-إول ‏ 73' |     |                |

| اليابان | 9–0 | هونغ كونغ |
| --- | --- | --------- |
| ريكا ماتسويا 3'، 26' · He Ying 10' (ه.ذ.) · إيمي ناكاجيما 14' · أزوسا إيواشيميزو 49' · ناناسي كيرو 60'، 81' · ميغومي تاكاسا 66' · يويكا سوغاساوا 76' |     |           |

#### نصف النهائي
| اليابان                                                       | 3–0 | فيتنام |
| ------------------------------------------------------------- | --- | ------ |
| ميزوهو ساكاغوتشي 24' · كانا أوسافوني 53' · يويكا سوغاساوا 74' |     |        |

| كوريا الجنوبية    | 1–2 | كوريا الشمالية                        |
| ----------------- | --- | ------------------------------------- |
| جونغ سول-بين ‏ 12' |     | ري يي-غيونغ ‏ 36' · هو أون-بيول ‏ 90+3' |

#### مباراة الميدالية البرونزية
| كوريا الجنوبية                                           | 3–0 | فيتنام |
| -------------------------------------------------------- | --- | ------ |
| كوان ها-نول ‏ 55' · جونغ سول-بين ‏ 57' · بارك هي-يونغ ‏ 67' |     |        |

#### مباراة الميدالية الذهبية
| كوريا الشمالية                                       | 3–1 | اليابان       |
| ---------------------------------------------------- | --- | ------------- |
| كيم يون-مي ‏ 12' · را أون-سيم ‏ 52' · هو أون-بيول ‏ 87' |     | أيا مياما 56' |

## الهدافات
عدد الأهداف المُسجلة  132 هدفًا  في 26 مباراة، بمتوسط 5.08 هدفًا في المباراة الواحدة.
8 أهداف
- نيسا روميين (تايلاند)

7 أهداف
- يو يونغ آه  [لغات أخرى]‏ (كوريا الجنوبية)

6 أهداف
- جيون غا-إول  [لغات أخرى]‏ (كوريا الجنوبية)
- جونغ سول-بين  [لغات أخرى]‏ (كوريا الجنوبية)

5 أهداف
- يانغ لي (الصين)
- كامالا ديفي (الهند)
- ساسميتا مالك (الهند)
- ميزوهو ساكاغوتشي (اليابان)
- يويكا سوغاساوا (اليابان)
- بيتساماي سورنساي (تايلاند)

4 أهداف
- بارك هي-يونغ  [لغات أخرى]‏ (كوريا الجنوبية)
- هو أون-بيول  [لغات أخرى]‏ (كوريا الشمالية)
- ري يه-غيونغ  [لغات أخرى]‏ (كوريا الشمالية)
- كانجانا سونغ-نغوين (تايلاند)

3 أهداف
- ناهومي كاواسومي (اليابان)
- تشيناتسو كار (اليابان)
- كوان ها-نول  [لغات أخرى]‏ (كوريا الجنوبية)
- كيم يون-مي  [لغات أخرى]‏ (كوريا الشمالية)

هدفان
- نغانغوم بالا ديفي (الهند)
- ناناسي كيرو (اليابان)
- ريكا ماتسويا (اليابان)
- أيا مياما (اليابان)
- تشوي يو ري (كوريا الجنوبية)
- را أون-سيم  [لغات أخرى]‏ (كوريا الشمالية)
- نابات سيسروم (تايلاند)
- نغوين تي توييت دونغ  [لغات أخرى]‏ (فيتنام)

هدف
- هان بينج (الصين)
- لي دونغنا (الصين)
- ما جون (الصين)
- تشانغ روي (لاعبة كرة قدم) (الصين)
- إيروم براميشواري ديفي (الهند)
- لويتونغبام أشالاتا ديفي (الهند)
- أوينام بيمبيم ديفي (الهند)
- ستيفاني النبر (الأردن)
- ميساء جبارة (الأردن)
- أزوسا إيواشيميزو (اليابان)
- إيمي ناكاجيما (اليابان)
- كانا أوسافوني (اليابان)
- ميغومي تاكاسا (اليابان)
- تشو سو-هيون  [لغات أخرى]‏ (كوريا الجنوبية)
- لي سو-دام  [لغات أخرى]‏ (كوريا الجنوبية)
- شين دام-يونغ  [لغات أخرى]‏ (كوريا الجنوبية)
- سونغ سو-ران  [لغات أخرى]‏ (كوريا الجنوبية)
- جونغ يو-ري  [لغات أخرى]‏ (كوريا الشمالية)
- كيم أون-جو  [لغات أخرى]‏ (كوريا الشمالية)
- وي جونغ-سيم (كوريا الشمالية)
- ويلايبورن بوثدوانغ (تايلاند)
- أوراثاي سريماني (تايلاند)
- لين يا-هان  [لغات أخرى]‏ (تايبيه الصينية)
- وانغ شيانغ-هوي  [لغات أخرى]‏ (تايبيه الصينية)
- نغوين تي ليو  [لغات أخرى]‏ (فيتنام)
- نغوين تي مينه نغويت  [لغات أخرى]‏ (فيتنام)
- نغوين تي زوين  [لغات أخرى]‏ (فيتنام)
- فام هاي ين  [لغات أخرى]‏ (فيتنام)

هدف ذاتي
- هي يينغ  [لغات أخرى]‏ (هونغ كونغ) (ضد اليابان)
- وونغ سو هان  [لغات أخرى]‏ (هونغ كونغ) (ضد فيتنام)
- آلاء أبو قشة (الأردن) (ضد اليابان)
- أمينات ليزا (المالديف) (ضد كوريا)

## الترتيب النهائي
| المرتبة | الفريق         | لعب | فاز | تعادل | خسر | له | عليه | فرق | النقاط |
| ------- | -------------- | --- | --- | ----- | --- | -- | ---- | --- | ------ |
| الأول   | كوريا الشمالية | 5   | 5   | 0     | 0   | 16 | 2    | +14 | 15     |
| الثاني  | اليابان        | 6   | 4   | 1     | 1   | 28 | 3    | +25 | 13     |
| الثالث  | كوريا الجنوبية | 6   | 5   | 0     | 1   | 33 | 2    | +31 | 15     |
| 4       | فيتنام         | 5   | 2   | 0     | 3   | 7  | 12   | −5  | 6      |
| 5       | الصين          | 4   | 2   | 1     | 1   | 9  | 1    | +8  | 7      |
| 6       | تايلاند        | 4   | 2   | 0     | 2   | 21 | 7    | +14 | 6      |
| 7       | تايبيه الصينية | 4   | 0   | 1     | 3   | 2  | 10   | −8  | 1      |
| 8       | هونغ كونغ      | 3   | 0   | 0     | 3   | 0  | 19   | −19 | 0      |
| 9       | الهند          | 3   | 1   | 0     | 2   | 15 | 20   | −5  | 3      |
| 10      | الأردن         | 3   | 0   | 1     | 2   | 2  | 19   | −17 | 1      |
| 11      | المالديف       | 3   | 0   | 0     | 3   | 0  | 38   | −38 | 0      |

## وصلات خارجية
- الموقع الرسمي